# Dino Island
Dino Island est un jeu de gestion développé et édité par Monte Cristo, sorti en 2002 sur PC.

## Accueil
- Jeux vidéo Magazine : 11/20[1]